# Mahaga Teiaputi
Mahaga Teiaputi (21 augustus 1984) is een Tuvaluaans voetballer die uitkomt voor Nanumaga.
In 2008 deed Mahaga met het Tuvaluaans zaalvoetbalteam mee, bij de Oceanian Futsal Championship 2008.